# Comuna Luhovîkî, Ciornuhî
Luhovîkî (în ucraineană Луговики) este o comună în raionul Ciornuhî, regiunea Poltava, Ucraina, formată din satele Bubnî și Luhovîkî (reședința).

## Demografie
Componența lingvistică a comunei Luhovîkî
     Ucraineană (96,83%)
     Rusă (2,07%)
     Alte limbi (0,37%)
Conform recensământului din 2001, majoritatea populației comunei Luhovîkî era vorbitoare de ucraineană (96,83%), existând în minoritate și vorbitori de rusă (2,07%).